# Серрехон (Касерес)
Серрехон (ісп. Serrejón) — муніципалітет в Іспанії, у складі автономної спільноти Естремадура, у провінції Касерес. Населення — 460 осіб (2010).
Муніципалітет розташований на відстані близько 190 км на захід від Мадрида, 60 км на північний схід від Касереса.

## Демографія
Динаміка населення (INE ):